# Swedish Open 2008
Swedish Open 2008 (eller Catella Swedish Open) var en tennisturnering som spelades utomhus på grus mellan 7 och 13 juli 2008. Det var den 61:e upplagan av tävlingen och spelplatsen var som vanligt Båstad Tennisstadion i Båstad.

## Mästare

### Singel
Tommy Robredo besegrade  Tomáš Berdych, 6-4 6-1.
- Turneringssegern var Robredos första ATP-titel för året och hans sjunde totalt. Det var även hans andra seger i tävlingen, den första kom i Swedish Open 2006.

### Dubbel
Jonas Björkman /  Robin Söderling besegrade  Johan Brunström /  Jean-Julien Rojer med 6-2, 6-2.